# Karl Benyovszky

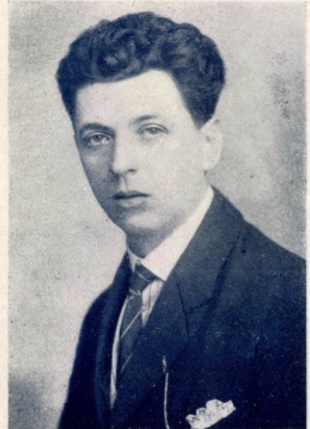
Károly Benyovszky (1929)

Karl Benyovszky (* 4. Juli 1886 in Preßburg, Österreich-Ungarn; † 6. Jänner 1962 in Bad Aussee, Steiermark) war ein österreichischer Journalist und Historiker.

## Leben
Karl Benyovszky wurde am 4. Juli 1886 als Sohn des Photographen Franz Benyovszky (* 1858, † 1907) und dessen Ehefrau Gisela geb. Kuncsics (* 1868, † 1951) in der Preßburger Brückengasse 2 geboren. Er entstammt der ungarischen Adelsfamilie Benyovszky aus dem Komitat Eisenburg. Der Großvater väterlicherseits Franz Benyovszky d. Ä. (* 1828, † 1903) stammte aus Jánosháza und war mit einer Katharina Schnitzel (* 1826, † 1885) verheiratet. Karl besuchte in Preßburg die Grundschule. Bereits in jungen Jahren entdeckte er seine Liebe zu seiner Vaterstadt Preßburg, die ihm zeitlebens nicht mehr losließ. Bereits in jungen Jahren wurde er literarisch tätig und schrieb zahlreiche Abhandlungen vor allem über seine Vaterstadt Preßburg.
Benyovszky erlernte zunächst den Beruf des Buchhändlers und war bis 1907 im Verlagswesen tätig. Nach seiner Militärzeit trat er in Pressburg der Polizei bei und wurde 1912 Kriminalbeamter der Staatspolizei in Budapest. 1918 wurde er zum Kriminalchefstellvertreter befördert, kehrte aber 1924 nach Pressburg zurück und übernahm dort 1927 die Schriftleitung der Preßburger Zeitung, 1928 die des Grenzboten.
Trotz seines nach ungarischer Orthographie geschriebenen Namen war das Deutsch zeitlebens die Sprache seiner publizistischen Tätigkeit. Als Geschichtsforscher und Schriftsteller nahm er am Schicksal seiner Vaterstadt regsten Anteil. In all seinen Arbeiten lebt das Bild Alt-Preßburgs weiter.
In Pressburg lernte er den Stadtarchivar und Musikkritiker Johann Nepomuk Batka d. J. (1845–1917) kennen, der seine kulturgeschichtlichen Ambitionen förderte. Benyovszkys Hauptwerk wurde schließlich die erste umfassende Biographie des in Pressburg geborenen Komponisten Johann Nepomuk Hummel. Dazu konnte er den umfangreichen Nachlass einsehen, der sich damals bei Hummels Enkel Wilhelm Hummel in Florenz befand.
Zwanzig Jahre lang arbeitete er an einer umfangreichen Monographie über die „Theatergeschichte Preßburgs“. Das Manuskript kam 1944 nach Berlin, wo es in Buchform erscheinen sollte. Es verschwand jedoch in den Wirren des Zweiten Weltkrieges. Eine Arbeit, die nie mehr gemacht werden kann, da der größte Teil der Unterlagen, die Benyovszky noch vorlagen, heute nicht mehr zugänglich, bzw. vorhanden sind.
Karl Benyovszky war dreimal verheiratet, ein Kindersegen stellte sich jedoch erst in seiner dritten Ehe ein. Mit seiner dritten Frau hatte er die Kinder Béla, Maria und Karl. Die Kinder magyarisierten und nahmen den Namen der Mutter Szelényi an. Ein Enkel Benyovszkys (der Sohn von Karl) Karl Szelényi (* 26. April 1943 in Budapest) ist ein namhafter Photograph und lebt in Budapest.
Nach dem Zweiten Weltkrieg musste Karl Benyovszky Preßburg verlassen. Er wurde – als Deutscher – anhand der Beneš-Dekrete aus der Slowakei vertrieben. Er ließ sich in Bad Aussee nieder und wirkte dort bis zu seinem Tod überwiegend als freier Schriftsteller.

## Werke
Auswahl; die Liste erhebt keinen Anspruch auf Vollständigkeit.
- Erinnerungen eines Detektivs, Leipzig-Wien: Naumann/Perles 1926
- Das alte Theater. Kulturgeschichtliche Studie aus Preßburgs Vergangenheit, Pressburg: Angermayer 1926
- Theatergeschichtliche Kleinigkeiten, Pressburg: Steiner 1929

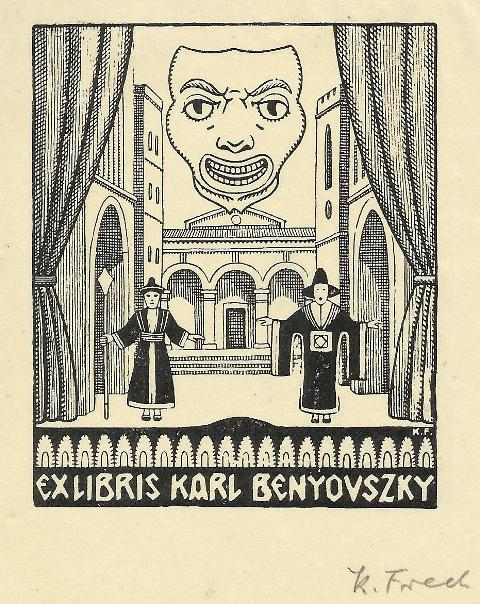
Ex Libris von Karl Benyovszky (Ein Werk des Graphikers und Malers Karl Frech)

- Ex Libris von Karl Benyovszky (Ein Werk des Graphikers und Malers Karl Frech)Adam Friedrich Oeser, der Zeichenlehrer Goethes. Auf Grund unveröffentlichter Briefe, Leipzig: Thomas 1930
- Sagenhaftes aus Alt-Pressburg, S. Steiner, Bratislava-Pressburg 1930
- Sagenhaftes aus Alt-Pressburg, Neue Folge, S. Steiner, Bratislava-Pressburg 1931
- Malerische Winkel und Höfe aus dem alten Pressburg, S. Steiner, Bratislava-Pressburg 1932
- Pressburger Ghettobilder, herausgegeben von Karl Benyovszky und Josef Grünsfeld Jun., S. Steiner, Bratislava-Pressburg 1932
- Galgen und Henker im alten Preßburg, Pressburg: Steiner 1933
- J. N. Hummel: der Mensch und Künstler, Bratislava 1934
- Die alten Pressburger Volksschauspiele, S. Steiner, Bratislava-Pressburg 1934
- Hummel und seine Vaterstadt, mit 8 Abbildungen und einem Führer durch das Hummel-Museum, Bratislava: Steiner 1937
- Johann Nepomuk Hummel und Eisenstadt. In: Burgenländische Heimatblätter. Jahrgang 6, Eisenstadt 1937, Heft 3, zobodat.at [PDF]
- Bratislava-Pressburg in Wort und Bild. Ein Führer durch die Hauptstadt der Slowakei, Bratislava: Steiner 1938
- Spaziergang durch Alt-Preßburg, Bratislava-Pressburg 1943
- Die Pestsäule zu Aussee. Ein Originalbeitrag zur Heimatgeschichte von Bad Aussee. Auf Grund unveröffentlichter Dokumente, Bad Aussee: Kurverwaltung 1948
- Bad Aussee. Ein Führer durch den Kurort, Wien: Gerlach & Wildling 1948

Außerdem erschienen in den Karpatenjahrbüchern (herausgegeben von der "Arbeitsgemeinschaft  der Karpatendeutschen" in Stuttgart), Jahrgänge 1951 bis 1962, verschiedene Beiträge aus der Feder von Karl Benyovszky. Siehe Gesamtkatalog für 60 Jahrgänge des Karpatenjahrbuches (Autoren- und Sachregister) von Hans Kobialka, Stuttgart 2009, ISBN 978-3-927020-14-6